# Eric Trump
Eric Frederick Trump (New York, 6 gennaio 1984) è un imprenditore, filantropo, attivista e conduttore televisivo statunitense.
Eric è il terzo figlio di Donald Trump e Ivana Trump. È promotore di alcune teorie del complotto, inclusa la teoria della cospirazione QAnon. Dopo la sconfitta elettorale del padre, si è impegnato nel tentativo di ribaltare le elezioni presidenziali degli Stati Uniti del 2020, seguendo la linea del padre e definendo una "frode" il risultato delle elezioni, minacciando i legislatori repubblicani di ribaltare il risultato.
È amministratore fiduciario e vicepresidente esecutivo della Trump Organization, che gestisce insieme al fratello maggiore Donald Trump Jr. Eric ha lavorato anche come giudice del consiglio di amministrazione nel programma televisivo The Apprentice. Durante la presidenza del padre, Eric e i fratelli hanno continuato a fare affari e investimenti in paesi stranieri, riscuotendo pagamenti nelle loro proprietà statunitensi dai governi nonostante si fossero impegnati a non farlo.

## Biografia
Eric Trump nasce il 6 gennaio 1984 a New York. Secondo figlio di Ivana Trump, ha frequentato la Trinity School nella città natale. I suoi genitori divorziarono nel 1992, quando aveva otto anni. Da ragazzo, trascorreva le sue estati nella campagna ceca vicino Zlín con i suoi nonni materni. Suo nonno, Milos Zelnicek, morto nel 1990, era un ingegnere e sua nonna Maria era un'operaia presso una fabbrica di scarpe. Durante i soggiorni nella Repubblica Ceca, il nonno Milos gli ha insegnato l'arte della caccia e della pesca.
Nel 2002 Trump si è laureato la prima volta presso la Hill School e la seconda, in finanza e management, presso la Georgetown University di Washington.
Dopo le lauree, la vita di Eric si concentrò principalmente sull'accompagnare Donald nei cantieri dell'azienda di famiglia e nelle trattative. Lui stesso ha detto di aver falciato prati, posato piastrelle e fatto altri lavori durante i suoi viaggi.

## Carriera

### Il lavoro nella Trump Organization

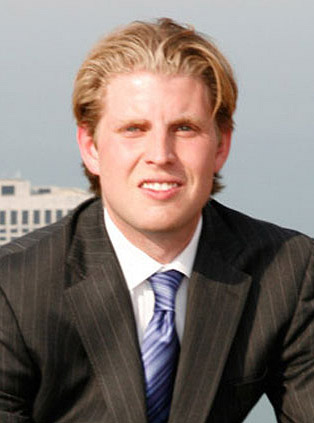
Eric Trump nel 2009

Eric ha considerato brevemente altre carriere ma ha deciso di unirsi all'azienda di famiglia mentre era uno studente delle superiori. Attualmente Eric Trump è il vicepresidente esecutivo per lo sviluppo e le acquisizioni dell'azienda familiare: la Trump Organization. Ha lavorato con la sorella Ivanka per ridisegnare e rinnovare la Trump National Doral e il suo corso Blue Monster a Miami.
Nel 2013, Eric ha ricevuto da Wine Enthusiast Magazine il "Rising Star of the Year".

### Ucrainagate

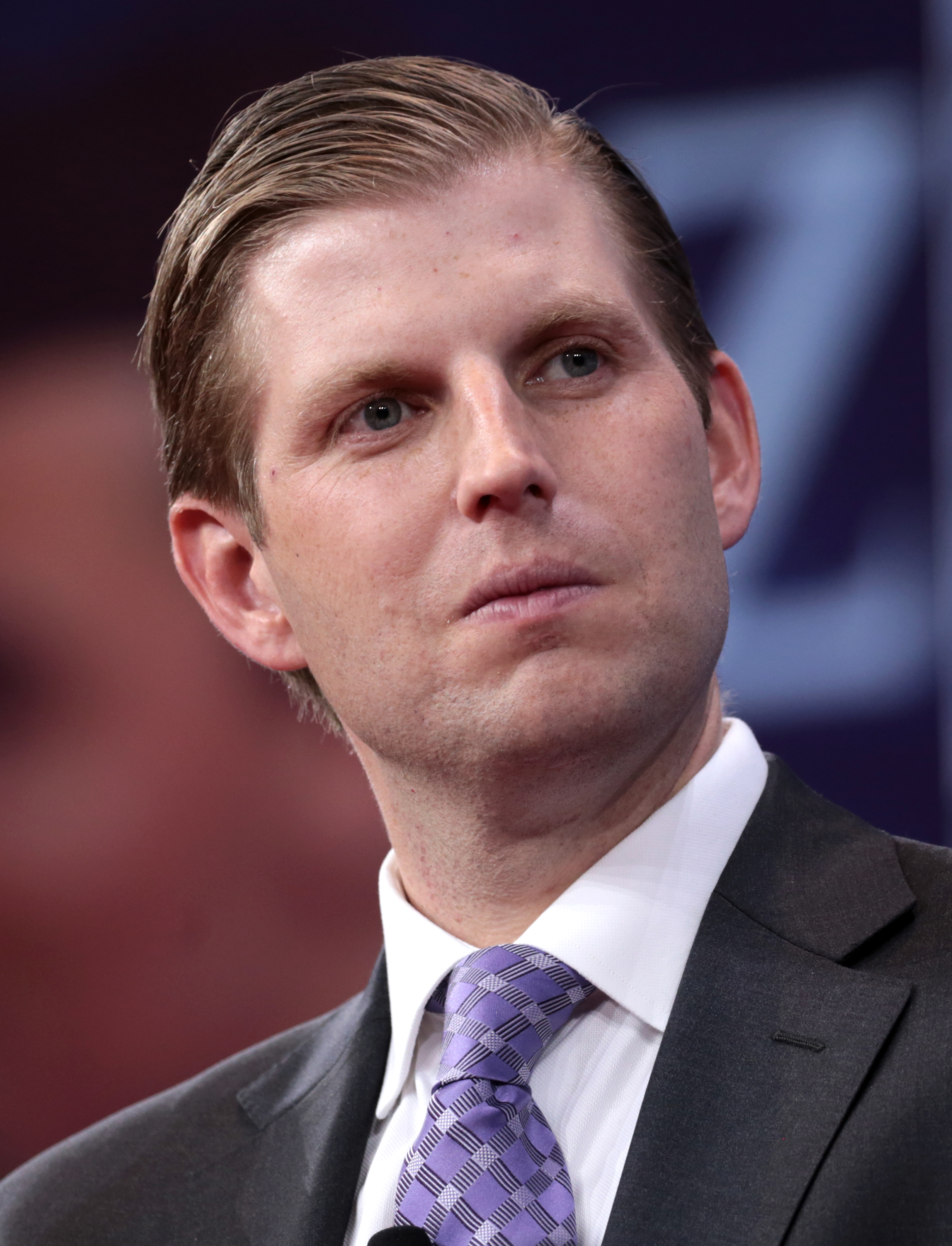
Eric Trump nel 2018

Nello scandalo Eric ha fortemente criticato Hunter Biden, accusandolo di nepotismo e paragonandolo alla sua famiglia. Ha affermato che all'elezione del padre, la famiglia Trump smise di fare affari internazionali. I fatti furono ben diversi: quando Donald Trump è diventato presidente ha reso Eric un alto dirigente nell'azienda di famiglia, con il compito di operare e promuovere accordi in tutto il mondo. PolitiFact e il fact-checker del Washington Post hanno valutato l'affermazione di Eric Trump come falsa. PolitiFact ha osservato che non solo la famiglia Trump era impegnata in affari internazionali quando Trump è diventato presidente, ma che alcuni dei figli del presidente, incluso Eric, avevano apertamente celebrato le loro attività commerciali internazionali durante quel periodo.
Nell'ottobre 2019, Eric si è lamentato nuovamente della famiglia Biden: "Perché ogni famiglia entra in politica e si arricchisce?" Poco prima di rilasciare questa dichiarazione, il presidente Trump aveva deciso che il vertice del G-7 si sarebbe tenuto presso il resort Trump Doral, di proprietà della Trump Organization. Il presidente Trump ha ribaltato la sua decisione in mezzo alla condanna bipartisan.

## Vita privata

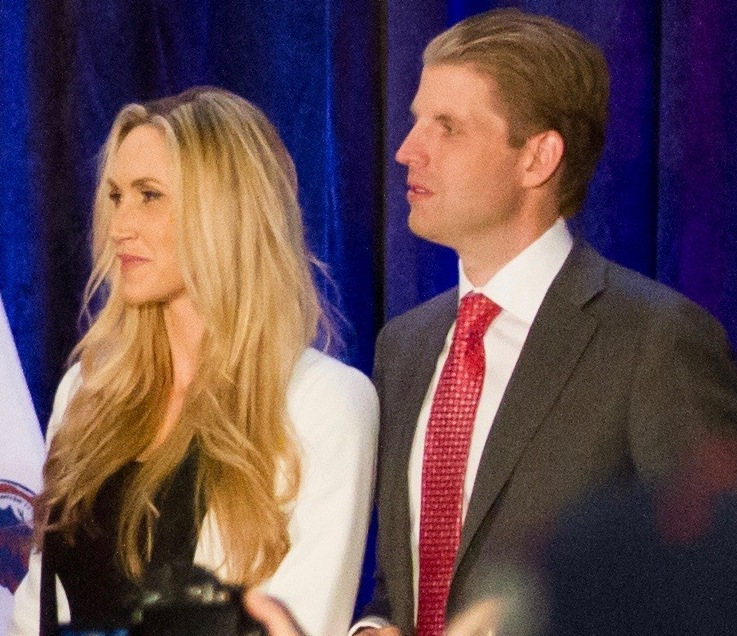
Eric e Lara Trump nel 2016

Trump ha sposato Lara Trump l'8 novembre 2014, dopo una relazione durata sei anni. Il matrimonio si è svolto nella proprietà Mar-a-Lago di Donald Trump a Palm Beach. Il 12 settembre 2017 è nato il loro primo figlio, Eric Luke. Il 19 agosto 2019 è nata sua figlia Carolina Dorothy Trump.
Trump è un "appassionato amante della vita all'aria aperta" e cacciatore di selvaggina grossa.
Nel 2010, People for the Ethical Treatment of Animals (PETA) ha criticato Trump, un cacciatore di grossa selvaggina, per una battuta di caccia in Africa che aveva fatto con il fratello maggiore Donald Jr.. La PETA ha condannato i fratelli dopo che alcune foto li mostravano in un safari organizzato in Zimbabwe, dove avevano ucciso elefanti e leopardi. Il direttore generale della Zimbabwe Parks and Wildlife Management Authority, V. Chandenga, ha rilasciato una risposta ufficiale a sostegno dei fratelli e ha definito "infondate" e "false" tutte le accuse di illegalità. I fratelli hanno difeso il loro safari su Twitter, affermando le loro azioni come cacciatori e sostenitori di lunga data della vita all'aria aperta. Anche Donald Trump ha affrontato la controversia, affermando su TMZ di supportare pienamente le azioni dei suoi figli.